# Wess-Zumino-Witten模型
理論物理與數學中， 威斯-朱米諾-維騰模型（Wess-Zumino-Novikov-Witten model），乃一簡單之 共形場論，其解可以用仿射李代數表達。其名來自朱利斯·外斯、布鲁诺·朱米诺、謝爾蓋·彼得羅維奇·諾維科夫與爱德华·威滕。

## 作用
設G為緊緻單連通李羣，設g為其李代數。設γ為黎曼球面{\displaystyle S^{2}}（複平面之一點緊緻化）上一G-值場
Wess-Zumino-Witten 模型是γ所定義之非線性 sigma 模型，其作用為
{\displaystyle S_{k}(\gamma )=-\,{\frac {k}{8\pi }}\int _{S^{2}}d^{2}x\,{\mathcal {K}}(\gamma ^{-1}\partial ^{\mu }\gamma \,,\,\gamma ^{-1}\partial _{\mu }\gamma )+2\pi k\,S^{\mathrm {W} Z}(\gamma )}；
其中首項為量子場論中常見之動量項，重覆指標相加，度量為歐幾里得度量， {\displaystyle {\mathcal {K}}} 為g上之Killing 二次式，而{\displaystyle \partial _{\mu }=\partial /\partial x^{\mu }} 為 偏導數。
SWZ 項人稱 Wess-Zumino 項，其定義為
{\displaystyle S^{\mathrm {W} Z}(\gamma )=-\,{\frac {1}{48\pi ^{2}}}\int _{B^{3}}d^{3}y\,\epsilon ^{ijk}{\mathcal {K}}\left(\gamma ^{-1}\,{\frac {\partial \gamma }{\partial y^{i}}}\,,\,\left[\gamma ^{-1}\,{\frac {\partial \gamma }{\partial y^{j}}}\,,\,\gamma ^{-1}\,{\frac {\partial \gamma }{\partial y^{k}}}\right]\right)}
其中 [,] 為交換子，{\displaystyle \epsilon ^{ijk}} 為完全反對稱張量，i=1,2,3，{\displaystyle y^{i}}為積分座標，取值於單位球 {\displaystyle B^{3}}。
在此積分中，場γ 被延拓至單位球之內部——此所以可能，是由於任何緊緻單連通李羣之第二同倫羣{\displaystyle \pi _{2}(G)}俱為零（γ已於球面上定義）。

### 拉回
注意：若 {\displaystyle e_{a}} 為李代數g之基向量，則{\displaystyle {\mathcal {K}}(e_{a},[e_{b},e_{c}])} 為g 之 結構常數。結構常數是反對稱的，因而定義了一G 上一个三次微分形式。故上述積分實為球{\displaystyle B^{3}}上之三次調和式的拉回。記此三次式為 c、其拉回為 {\displaystyle \gamma ^{*}}，則我们有 
{\displaystyle S^{\mathrm {W} Z}(\gamma )=\int _{B^{3}}\gamma ^{*}c}
自此我们可用拓撲方法分析 WZ-項。

### 拓撲障礙
γ 有多種延拓至球{\displaystyle B^{3}K}之內部；若要求物理現象不依賴於特定之延拓，則常數k需符合以下「量子條件」：
- 取γ 到球內部之任何兩種延拓。是為平三維區域至李羣G之兩支影射。在其邊界 {\displaystyle S^{2}}黏起此兩個三維球，則成一三維球面{\displaystyle S^{3}}；其中每一三維半球面來自一{\displaystyle B^{3}}。 γ 之兩種延拓則成為一影射： {\displaystyle S^{3}\rightarrow G}。然而，任何緊緻單連通李羣G之同倫羣

{\displaystyle \pi _{3}(G)=\mathbb {Z} } 。故
{\displaystyle S^{\mathrm {W} Z}(\gamma )=S^{\mathrm {W} Z}(\gamma ')+n}
其中 γ 與 γ' 表示兩種延拓， n為一整數——黏合後影射之卷绕数。兩種延拓會帶來相同的物理系統，若
{\displaystyle \exp \left(i2\pi kS^{\mathrm {W} Z}(\gamma )\right)=\exp \left(i2\pi kS^{\mathrm {W} Z}(\gamma ')\right)}
是故，耦合常數k必須為整數。當G是半單李羣，或不連通緊緻羣， 則由每一連通部所給之一整數構成此階（level）。
此拓撲障礙亦可以相應之仿射李代數之表示論體現。 當每一階為一整數，則存在該仿射李代數之酉最高權表示，而其最高權為 dominant integral。此等表示是可積表示。
我们亦常遇相應於一非緊緻單李羣－例如 SL(2,R)－之 WZW 模型。胡安·马尔达西那與Hirosi Ooguri以此描述三維反德西特空間上之弦理論。此時 π3(SL(2,R))=0，故不存在拓撲障礙，而其階亦不必為整數。

### 推廣
上述各 WZW 模型俱定義於黎曼球面上。我们亦可定義一般緊緻黎曼曲面上之場γ。

## 參攷
- J. Wess, B. Zumino, "Consequences of anomalous Ward identities", Physics Letters B, 37 (1971) pp. 95-97.
- E. Witten, "Global aspects of current algebra", Nuclear Physics B 223 (1983) pp. 422-432.
- V. Kac, Infinite dimensional Lie algebras

## 註
1. ↑  Kac, Victor, Infinite dimensional Lie algebras, ISBN 0-521-46693-8 第十章，